# Centruroides nitidus
Centruroides nitidus es una especie de escorpión del género Centruroides, familia Buthidae. Fue descrita científicamente por Thorell en 1876.
Se distribuye por República Dominicana, Haití, México y Estados Unidos. Especie de hábito nocturno, puede ser encontrada en árboles y es de aspecto delgado con un metasoma muy extendido.